# Zalewo (gromada)
Zalewo – dawna gromada, czyli najmniejsza jednostka podziału terytorialnego Polskiej Rzeczypospolitej Ludowej w latach 1954–1972.
Gromady, z gromadzkimi radami narodowymi (GRN) jako organami władzy najniższego stopnia na wsi, funkcjonowały od reformy reorganizującej administrację wiejską przeprowadzonej jesienią 1954 do momentu ich zniesienia z dniem 1 stycznia 1973, tym samym wypierając organizację gminną w latach 1954–1972.
Gromadę Zalewo  z siedzibą GRN w Zalewie (wówczas wsi) utworzono – jako jedną z 8759 gromad na obszarze Polski – w powiecie morąskim w woj. olsztyńskim na mocy uchwały nr 17 WRN w Olsztynie z dnia 4 października 1954. W skład jednostki weszły obszary dotychczasowych gromad Zalewo i Półwieś oraz miejscowość Kupin z dotychczasowej gromady Kupin ze zniesionej gminy Zalewo, a także miejscowość Bajdy z dotychczasowej gromady Bajdy ze zniesionej gminy Myślice, w tymże powiecie. Dla gromady ustalono 20 członków gromadzkiej rady narodowej.
1 stycznia 1958 do gromady Zalewo włączono obszar zniesionej gromady Dobrzyki, a także wsie Barty i Pozorty, PGR-y Bądki, Lipniak, Nowiny Bądeckie, Girgajny, Niemoje i Niemojki oraz osady Tarpno i Woryty Zalewskie ze zniesionej gromady Barty – w tymże powiecie.
1 stycznia 1960 do gromady Zalewo włączono wsie Gajdy i Witoszewo, osadę Bednarzówka, PGR Jezierce oraz leśniczówkę Nowiny Kiemańskie ze zniesionej gromady Przezmark, a także  wieś Mazanki ze zniesionej gromady Janiki Wielkie – w tymże powiecie.
31 grudnia 1961 do gromady Zalewo włączono wsie Jerzwałd, Siemiany i Rucewo, osadę Likszany oraz leśniczówki Nowe Swale, Stare Swale, Spędziny i Piec ze zniesionej gromady Jerzwałd w tymże powiecie.
1 stycznia 1969 z gromady Zalewo wyłączono wieś Siemiany oraz leśniczówki Nowe Swale, Piec, Spędziny i Stare Swale, włączając je do gromady Różnowo w powiecie iławskim.
Gromada przetrwała do końca 1972 roku, czyli do kolejnej reformy gminnej. 1 stycznia 1973 w powiecie morąskim reaktywowano gminę Zalewo (od 1999 gmina znajduje się w powiecie iławskim).